# Pamela Wyndham
Pamela Adelaide Genevieve Wyndham (Salisbury, 14 gennaio 1871 – Wilsford, 18 novembre 1928) è stata una nobildonna e scrittrice inglese.

## Biografia
Pamela nacque a Clouds House, nel Wiltshire. Era la figlia di Percy Scawen Wyndham, e di sua moglie, Madeline Caroline Frances Eden Campbell. Suo nonno paterno era George Wyndham, I barone Leconfield. Suo nonno materno era Sir Guy Campbell, I baronetto. Era una pronipote del rivoluzionario irlandese Lord Edward FitzGerald, figlio di James FitzGerald, I duca di Leinster. La sua bisnonna, Emily Lennox, duchessa di Leinster, era una delle sorelle Lennox e una figlia di Charles Lennox, II duca di Richmond.

## Carriera
Nel 1919 pubblicò le memorie di suo figlio, Edward Wyndham Tennant, che era stato ucciso durante la prima guerra mondiale. Ha anche pubblicato poesie, prosa, letteratura per bambini e antologie in prosa.
Era amica, tra l'altro, di Henry James, Oscar Wilde e Edward Burne-Jones. Lei e i suoi fratelli e i loro consorti erano membri di The Souls, un gruppo della società inglese d'élite. Nel 1912, ha ospitato tre conferenze di Ezra Pound nella sua galleria d'arte privata. Uno dei suoi più grandi amici era Edith Olivier.

## Matrimoni

### Primo Matrimonio
Sposò, l'11 luglio 1895, Edward Tennant, I barone Glenconner (31 maggio 1859-21 novembre 1920), figlio di Sir Charles Clow Tennant. Ebbero sei figli:
- Clarissa Madeline Georgiana Felicite Tennant (13 luglio 1896-3 settembre 1960), sposò in prime nozze William Bethell, ebbero una figlia, in seconde nozze Lionel Tennyson, III barone Tennyson, ebbero tre figli, e in terze nozze James Montgomery Beck, ebbero due figli;
- Edward Wyndham Tennant (1 luglio 1897-22 settembre 1916);
- Christopher Tennant, II barone Glenconner (14 giugno 1899-4 ottobre 1983);
- David Francis Tennant (22 maggio 1902-8 aprile 1968), sposò in prime nozze Hermione Clinton-Baddeley, ebbero due figli, in seconde nozze Virginia Parsons, ebbero due figli, e in terze nozze Shelagh Anne Rainey, non ebbero figli;
- Stephen James Napier Tennant (21 aprile 1906-28 febbraio 1987);
- Hester Tennant (nata e morta nel 1916).

### Secondo Matrimonio
Sposò, il 2 giugno 1922, Edward Grey, I visconte Grey, figlio di George Grey. Non ebbero figli.

## Morte
Morì il 18 novembre 1928 a Wilsford Manor a Wilsford, nel Wiltshire.

## Nella cultura di massa
Il libro del 2014 Those Wild Wyndhams: Three Sisters at the Heart of Power di Claudia Renton parla delle vite delle sorelle Wyndham: Mary, Madeline e Pamela.

## Ascendenza
|                                     |                |                              | Genitori                             |  |  | Nonni |  |  | Bisnonni                                      |  |  | Trisnonni                             |  |
|                                     |                |                              |                                      |  |  |       |  |  | George O'Brien Wyndham, III conte di Egremont |  |  | Charles Wyndham, II conte di Egremont |  |
|                                     |                |                              |                                      |  |  |       |  |  | George O'Brien Wyndham, III conte di Egremont |  |  | Charles Wyndham, II conte di Egremont |  |
|                                     |                | Alicia Maria Carpenter       |                                      |  |  |       |  |  | George O'Brien Wyndham, III conte di Egremont |  |  |                                       |  |
| George Wyndham, I barone Leconfield |                |                              |                                      |  |  |       |  |  | George O'Brien Wyndham, III conte di Egremont |  |  |                                       |  |
|                                     |                | Elizabeth Ilive              | Abraham Ilive                        |  |  |       |  |  |                                               |  |  |                                       |  |
|                                     |                | Elizabeth Ilive              | Abraham Ilive                        |  |  |       |  |  |                                               |  |  |                                       |  |
|                                     |                | Elizabeth Ilive              | Cecillia                             |  |  |       |  |  |                                               |  |  |                                       |  |
| Percy Scawen Wyndham                |                | Elizabeth Ilive              |                                      |  |  |       |  |  |                                               |  |  |                                       |  |
|                                     |                | William Blunt                | Samuel Blunt                         |  |  |       |  |  |                                               |  |  |                                       |  |
|                                     |                | William Blunt                | Samuel Blunt                         |  |  |       |  |  |                                               |  |  |                                       |  |
|                                     |                | William Blunt                | Winifred Scawen                      |  |  |       |  |  |                                               |  |  |                                       |  |
| Mary Fanny Blunt                    |                | William Blunt                |                                      |  |  |       |  |  |                                               |  |  |                                       |  |
|                                     |                | Mary Martha Glanville        | John Glanville                       |  |  |       |  |  |                                               |  |  |                                       |  |
|                                     |                | Mary Martha Glanville        | John Glanville                       |  |  |       |  |  |                                               |  |  |                                       |  |
|                                     |                | Mary Martha Glanville        | Mary MacNiell                        |  |  |       |  |  |                                               |  |  |                                       |  |
| Pamela Wyndham                      |                | Mary Martha Glanville        |                                      |  |  |       |  |  |                                               |  |  |                                       |  |
|                                     | Colin Campbell | John Campbell                |                                      |  |  |       |  |  |                                               |  |  |                                       |  |
|                                     | Colin Campbell | John Campbell                |                                      |  |  |       |  |  |                                               |  |  |                                       |  |
|                                     | Colin Campbell | Ann Carolina Campbell        |                                      |  |  |       |  |  |                                               |  |  |                                       |  |
| Guy Campbell, I baronetto           | Colin Campbell |                              |                                      |  |  |       |  |  |                                               |  |  |                                       |  |
|                                     |                | Mary Johnson                 | Guy Johnson                          |  |  |       |  |  |                                               |  |  |                                       |  |
|                                     |                | Mary Johnson                 | Guy Johnson                          |  |  |       |  |  |                                               |  |  |                                       |  |
|                                     |                | Mary Johnson                 | Mary Johnson                         |  |  |       |  |  |                                               |  |  |                                       |  |
| Madeline Campbell                   |                | Mary Johnson                 |                                      |  |  |       |  |  |                                               |  |  |                                       |  |
|                                     |                | Edward FitzGerald            | James FitzGerald, I duca di Leinster |  |  |       |  |  |                                               |  |  |                                       |  |
|                                     |                | Edward FitzGerald            | James FitzGerald, I duca di Leinster |  |  |       |  |  |                                               |  |  |                                       |  |
|                                     |                | Edward FitzGerald            | Emily Lennox                         |  |  |       |  |  |                                               |  |  |                                       |  |
| Pamela FitzGerald                   |                | Edward FitzGerald            |                                      |  |  |       |  |  |                                               |  |  |                                       |  |
|                                     |                | Stéphanie Caroline Anne Syms | Louis-Philippe II de Bourbon-Orléans |  |  |       |  |  |                                               |  |  |                                       |  |
|                                     |                | Stéphanie Caroline Anne Syms | Louis-Philippe II de Bourbon-Orléans |  |  |       |  |  |                                               |  |  |                                       |  |
|                                     |                | Stéphanie Caroline Anne Syms | Félicité Genlis                      |  |  |       |  |  |                                               |  |  |                                       |  |
|                                     |                | Stéphanie Caroline Anne Syms |                                      |  |  |       |  |  |                                               |  |  |                                       |  |

## Opere
- Windlestraw: A book of verse, 1905
- The White Wallet, 1912, ripubblicato nel 1928 con illustrazioni di Stephen Tennant
- The Story of Joan Arc, 1915
- The Saving of the Children, 1918
- Edward Wyndham Tennant: a memoir by his mother Pamela Glenconner, 1919
- Sheperd's Crowns: a volume of essays, 1923[8]